# امیل روش

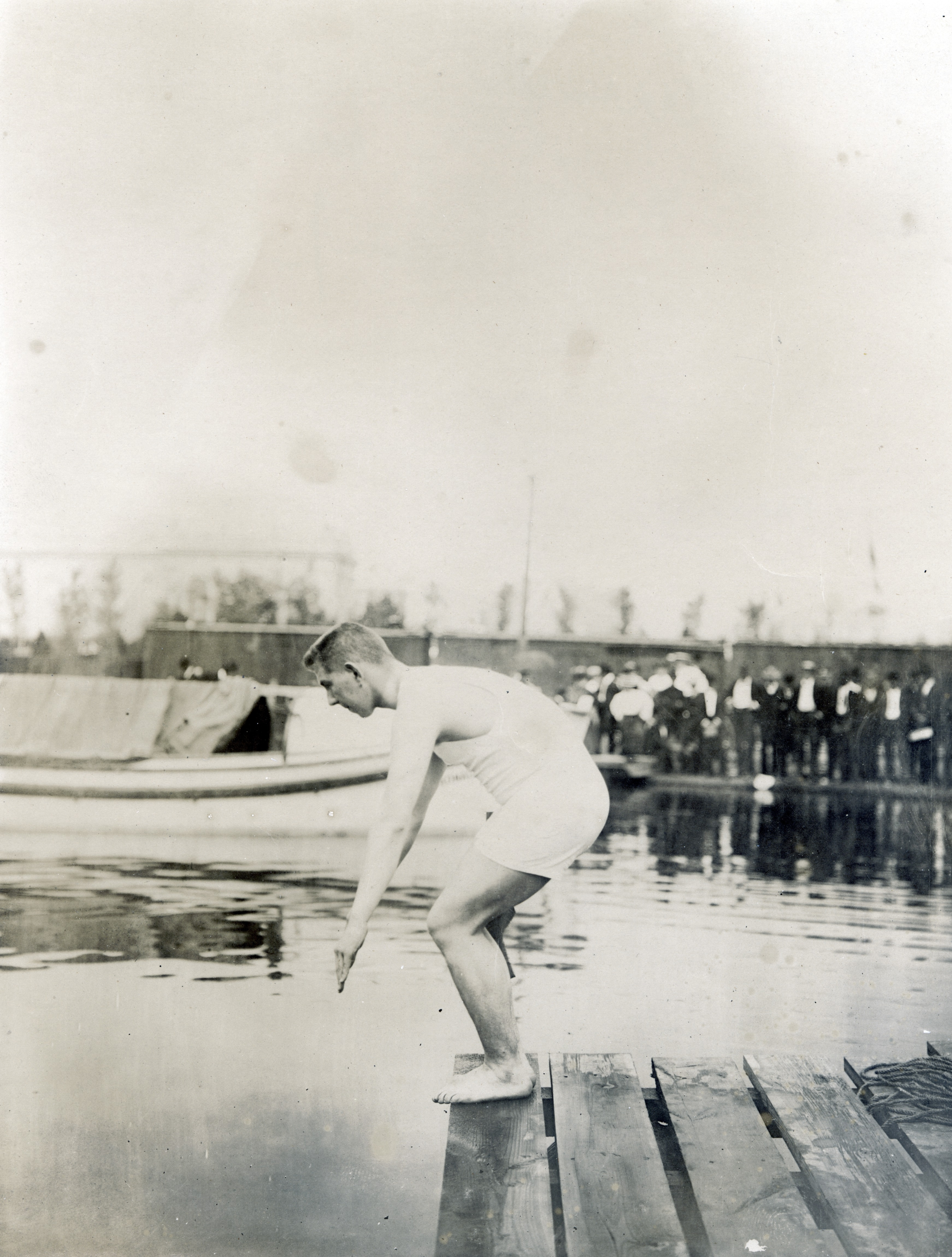
امیل روش - ۱۹۰۴

امیل روش (آلمانی: Emil Rausch) (زاده ۱۱ سپتامبر ۱۸۸۳ - درگذشته ۱۴ دسامبر ۱۹۵۴) شناگر اهل کشور آلمان بوده است.
او توانسته است مدال دو مدال طلا شنای ۸۸۰ یارد آزاد و ۱ مایل آزاد و هم‌چنین مدال برنز ۲۲۰ یارد آزاد بازی‌های المپیک تابستانی ۱۹۰۴ را نیز کسب نماید.